# John Spellar
John Francis Spellar (né le 5 août 1947) est un homme politique du parti travailliste britannique et député de Birmingham Northfield entre 1982 et 1983, de Warley West de 1992 à 1997 et de Warley redessiné depuis 1997. Il est ministre dans de nombreux départements entre 1997 et 2005 et est ensuite contrôleur du ménage au bureau des whips entre octobre 2008 et mai 2010. Après l'entrée du parti travailliste dans l'opposition, il est ministre fantôme des Affaires étrangères de 2010 à 2015. Il entre à la chambre des lords en 2024.

## Jeunesse
Spellar est né à Bromley et fait ses études au Dulwich College et à St Edmund Hall, à Oxford, et travaille comme représentant syndical. Il est responsable politique de l'Union de l'électricité, de l'électronique, des télécommunications et de la plomberie (EETPU) de 1969 à 1992. En tant que jeune dirigeant syndical, il participe, avec John Golding et Roger Godsiff, au groupe de hauts dirigeants syndicaux de St Ermin qui s'est organisé pour empêcher la gauche bennite de prendre le contrôle du parti dans les années 1981-1987. 
Il est conseiller du Borough londonien de Bromley entre 1970 et 1974. 

## Carrière parlementaire
Spellar se présente dans la circonscription de Bromley aux élections générales de 1970 et est arrivé deuxième. 
Il est élu pour la première fois à la Chambre des communes lors de l'élection partielle de Birmingham Northfield en 1982, mais perd aux élections générales de 1983. Aux élections générales de 1987, il s'est présenté à nouveau pour le même siège, mais échoue à nouveau. Spellar est revenu à la Chambre des communes aux élections générales de 1992, devenant le député de Warley West avec une majorité de 5 472 voix, et est nommé whip de l'opposition. Après une période en tant que porte-parole de l'opposition pour l'Irlande du Nord en 1994, il est transféré au poste de ministre de la Défense fantôme en 1995. 
En 1997, Warley West est abolie et Spellar est choisi pour représenter Warley, qu'il remporte cette année-là avec une majorité de 15 451 voix. 
Lorsque Tony Blair forme son gouvernement en 1997, Spellar  est nommé sous-secrétaire d'État parlementaire au ministère de la Défense, promu au poste de ministre d'État aux Forces armées en 1999. En 2001, il est nommé au Conseil privé, puis ministre d'État aux Transports au ministère des Transports, des Gouvernements locaux et des Régions avec le droit de siéger au Cabinet. Après le remaniement de 2002, il devient ministre d'État au ministère des Transports et rejoint le bureau de l'Irlande du Nord en 2003. Il retourne à l'arrière-plan en 2005, mais en 2008, il rejoint le gouvernement en tant que whip (contrôleur de la maison) jusqu'à ce que les travaillistes entrent dans l'opposition en mai 2010. 
En novembre 2015, il suggère sur BBC Radio 5 Live que le chef de son parti Jeremy Corbyn devrait démissionner sur la question de savoir s'il fallait mener des frappes aériennes contre l'EIIL en Syrie. Il soutient Owen Smith lors de l'Élection à la direction du Parti travailliste britannique de 2016 . 
Spellar est vice-président des Amis travaillistes d'Israël . Il est directeur du groupement travailliste «modéré», Labor First  et également du conseil consultatif de la société Henry Jackson  .   
Spellar soutient le maintien du Royaume-Uni dans l'Union européenne lors du référendum de 2016 .
Il est créé baron Spellar et entre à la chambre des lords le 12 août 2024.